# Андрушівська гуральня
Андрушівська гуральня — колишній населений пункт (гуральня) у Андрушівській волості Житомирського повіту Волинської губернії та Гардишівській сільській раді Андрушівського району Житомирської і Бердичівської округ.

## Населення
Відповідно до перепису населення СРСР 17 грудня 1926 року, чисельність населення становила 69 осіб, з них 33 чоловіки та 36 жінок; за національністю: українці — 39, євреї — 30. Кількість домогосподарств — 23, всі не селянського типу.

## Історія
Час заснування — невідомий. Входила до складу Андрушівської волості Житомирського повіту Волинської губернії. Станом на 15 червня 1926 року — в підпорядкуванні Гардишівської сільської ради Андрушівського району Бердичівської округи. Відстань до центру сільської ради, с. Гардишівка — 2,25 версти, до районного центру, містечка Андрушівка — 2,25 версти, до окружного центру, в м. Бердичів, 34 версти, до найближчої залізничної станції, Андрушівка — 1 верста.
Знята з обліку населених пунктів до 1 жовтня 1941 року.